# Загальноосвітня школа
Загальноосві́тня шко́ла (ЗОШ) — масовий тип навчально-виховних закладів, які дають загальну освіту.
Спеціальна загальноосвітня школа — загальноосвітній навчальний заклад з продовженим днем, що забезпечує навчання, виховання та корекційно-розвиткову роботу дітей, які потребують корекції фізичного та (або) розумового розвитку, за рахунок держави.

## Історія

### СРСР
У СРСР та інших соціалістичних країнах, загальноосвітня школа була державною й організовувалась за принципом єдиної школи (кожний ступінь ґрунтувався на попередньому і був його продовженням), який уперше здійснено в радянській країні. Він був однією з гарантій проголошеного Конституцією СРСР права громадян на освіту.

### Україна
Згідно з Законом України «Про освіту» (2017) основним видом середніх навчальних закладів є середня загальноосвітня школа трьох ступенів:
- перший — початкова школа (забезпечує початкову загальну освіту),
- другий — основна школа (забезпечує базову загальну середню освіту),
- третій — старша школа (забезпечує повну загальну середню освіту).

Загальна середня освіта може здобуватися також у вечірніх (змінних) школах, а також класах, групах з очною, заочною формами навчання при загальноосвітніх школах.